# Ruslan Kuang
Ruslan Tien Kuang (in bulgaro Руслан Тиен Куанг?; Vidin, 25 ottobre 1985) è un ex calciatore bulgaro, di ruolo difensore.

## Biografia
È nato a Vidin da padre vietnamita e madre bulgara.

## Carriera
Ha collezionato 40 presenze nella massima serie bulgara.